# Естадио Белведере
Естадио „Белведере“ (на испански: Estadio Belvedere) е многофункционален стадион в столицата на Уругвай Монтевидео.
На него играе домакинските си мачове футболният отбор Ливърпул Монтевидео. В миналото е бил собственост на друг отбор - Монтевидео Уондърърс. Капацитетът му е 9500 места.